# تخدير موضعي
التخدير الموضعي هو التخدير لمنطقة معينة من الجسم لإجراء جراحة صغرى في هذا العضو أو الجزء من الجسد بخلاف التخدير الكامل أو الكلي.

## الأنواع
هناك عدة طرق للتخدير الموضعي، منها:
- التخدير السطحي: هنا يتم وضع المخدر الموضعي على السطح المراد تخديره إما عن طريق بخاخ كما في تخدير أغشية الفم المخاطية قبل إدخال المنظار إلى الحلقوم، أو وضع لاصق على الجلد بحيث يدخل المخدر إلى طبقات الجلد ويخدرها.
- التخدير الطبقي: وفيه يتم إدخال المخدر عن طريق إبرة مثلاً إلى الطبقة المُراد تخديرها بحيث يتم تخدير الأنسجة كاملة قي تلك الطبقة من الجسم. وهو تخدير يمكن استخدامه في العمليات الصغيرة والطفيفة، ومن فوائده سهولة تطبيقه، ولكنه يحتاج إلى كميات كبيرة نسبياً من المادة المخدرة، لذا لا يصلح لتخدير العمليات المتوسطة والكبيرة.
- التخدير الاعتراضي: ويتمثل بحقن المادة المخدرة بالقرب من العصب (وليس مباشرة عليه) المغذي للمنطقة المراد تخديرها. ومبدؤه هو قطع الطريق على (اعتراض) معلومة الألم من الوصول من الطرف (العضو الذي تجري عليه العملية) إلى المركز (النخاع الشوكي أو الدماغ). وهي طريقة ذكية في التوفير من كمية التخدير الموضعي، وتمكننا من تخدير أجزاء كاملة من الجسم، وغالباً ما تستخدم في تخدير الأطراف أو أجزاء منها مثل الأصابع والأيدي أو الأقدام. وتحتاج هذه الطريقة إلى معرفة مسار الأعصاب الناقلة للمعلومة الحسية حتى يمكن اعتراضها وإيقاف الألم. من مساوئها صعوبة استخدامها في تخدير الجذع أو الرأس.